# مبرهنة بلونديل
تذكر مبرهنة بلونديل Blondel's theorem بأنه، في نظام الموصلات الكهربائية N, وعناصر العداد الكهربائي N-1، متى ما ارتبطت بشكل صحيح، فأنها ستقيس الطاقة أو القدرة الكهربائية المأخوذة. يجب أن يكون الربط قد جعل لكل ملفات الكمون ربطة واحدة مشتركة إلى الموصل، وذلك في حالة عدم وجود ملف.